# Ungarische Eishockeyliga 1997/98
Die Saison 1997/98 war die 61. Spielzeit der ungarischen Eishockeyliga, der höchsten ungarischen Eishockeyspielklasse. Meister wurde zum insgesamt zweiten Mal in der Vereinsgeschichte Dunaferr Dunaújváros.

## Modus
In der Hauptrunde absolvierte jede der vier Mannschaften insgesamt 21 Spiele. Die beiden Erstplatzierten der Hauptrunde qualifizierten sich für das Meisterschaftsfinale. Für einen Sieg erhielt jede Mannschaft zwei Punkte, bei einem Unentschieden gab es einen Punkt und bei einer Niederlage null Punkte.

## Hauptrunde

### Tabelle
|    | Klub                      | Sp | S  | U | N  | Tore   | Punkte |
| -- | ------------------------- | -- | -- | - | -- | ------ | ------ |
| 1. | Dunaferr Dunaújváros      | 21 | 16 | 3 | 2  | 113:61 | 35     |
| 2. | Alba Volán Székesfehérvár | 21 | 12 | 2 | 7  | 98:80  | 26     |
| 3. | Újpesti TE                | 21 | 7  | 1 | 13 | 72:95  | 15     |
| 4. | Ferencvárosi TC           | 21 | 3  | 2 | 16 | 54:98  | 8      |

Sp = Spiele, S = Siege, U = unentschieden, N = Niederlagen, OTS = Overtime-Siege, OTN = Overtime-Niederlage, SOS = Penalty-Siege, SON = Penalty-Niederlage

## Finale
- Dunaferr Dunaújváros – Alba Volán Székesfehérvár 3:1 (4:7, 4:1, 4:1, 4:3)